# 乃木若葉は勇者である
『乃木若葉は勇者である』（のぎわかばはゆうしゃである）は、朱白あおいによる日本のイラストノベル。イラストはBUNBUN。『勇者であるシリーズ』第3弾であり、小説『鷲尾須美は勇者である』およびテレビアニメ『結城友奈は勇者である』の前日譚に相当するスピンオフ作品。
本項では外伝作品に当たる『結城友奈は勇者である 勇者史外典』についても記載する。

## 概要
2014年に展開する「タカヒロIVプロジェクト」の第3弾・第4弾として展開された『鷲尾須美は勇者である』および『結城友奈は勇者である』へつながる西暦の時代が舞台となっており、企画原案・シリーズ構成をタカヒロが手掛けている。また、前述の2作品にてイラスト及びキャラクター原案を務めたBUNBUNが本作のイラストを担当している。執筆はTVアニメ『結城友奈は勇者である』において、上江洲誠、タカヒロと共に「村田治」名義で各話脚本を担当した朱白あおいが務める。
『電撃G's magazine』2015年9月号から2017年3月号にかけて付録小冊子「DENGEKI G's NOVEL」にて連載された。
『結城友奈は勇者である 花結いのきらめき』における略称は「のわゆ」。
香川県丸亀市が主な舞台となっている。

### 白鳥歌野は勇者である
『乃木若葉は勇者である』上巻に掲載された書き下ろし外伝で、『乃木若葉は勇者である』で若葉と通信していた諏訪の勇者「白鳥歌野」が主人公の物語。
『結城友奈は勇者である 花結いのきらめき』における略称は「しうゆ」。
長野県諏訪湖周辺が主な舞台となっている。

### 勇者史外典・勇者史異聞
本作の外伝にあたる『結城友奈は勇者である 勇者史外典』が『電撃G's magazine』2020年3月号から、3章構成で連載されている。また、同作はカクヨムの『電撃G'sマガジン』公式ページで一部掲載された。
第1章『上里ひなたは巫女である』は、「上里ひなた」ら巫女を主人公とした『乃木若葉は勇者である』と同じ時系列上の巫女の物語。
第2章『芙蓉友奈は勇者でない』は、神世紀29年の香川県観音寺市を舞台にした「友奈」の名を持つ「芙蓉友奈」と「柚木友奈」の物語。
第3章『烏丸久美子は巫女でない』は、第1章『上里ひなたは巫女である』に登場した、高嶋友奈を見出したとされる巫女「烏丸久美子」「横手茉莉」「高嶋友奈」の2018年以前の物語。
第2章『芙蓉友奈は勇者でない』の後日譚にあたるビジュアルオーディオドラマ『結城友奈は勇者である 勇者史異聞 芙蓉友奈は語部となる』がG'sチャンネルで2023年4月8日から全6話で配信された。

## あらすじ

### 第1話から第10話
物語は2018年7月30日の乃木若葉の回想より始まる。2015年7月30日、後に「7・30天災」と呼ばれた日の深夜、香川県に住む当時小学5年生の若葉と上里ひなたは、小学校の修学旅行で島根県を訪れていたが、日中に日本各地で発生した地震から避難するために、地域の避難所であるとある神社にいた。学級委員長としての責任感から眠らずにいた若葉とそれに付き添っていた幼馴染のひなたは、突如として上空より来襲した化け物に襲撃される。後にバーテックスと命名されるその化け物は、神社の中にいた人々を次々に食い殺していく。幼いころより居合道を収めていた若葉は、クラスメイトを殺された怒りからがれきを拾い応戦するが、全く歯が立たずに弾き飛ばされてしまう。その時、巫女として能力に目覚めたひなたの助言により、神社に奉納されていた古い日本刀を手にし、勇者としての能力に目覚めた若葉は周囲のバーテックスを一掃し危機を脱する。その後、ひなたが得た神託に従い、二人は避難していた人々とともに徒歩で四国へと向かう。
時は流れ3年後。バーテックスの襲来後四国に現れた土着の神々の集合体・神樹による結界の中で、中学2年生となった若葉は神の力を使う勇者として、ひなたは神の声を聞く巫女として丸亀城を改築した学校に通っていた。若葉と同じく勇者としての能力に目覚めた高嶋友奈、郡千景、土居球子、伊予島杏らを含め、クラスメイトはわずか6名。3年の間、四国へのバーテックスの襲撃はなく、その間に勇者の能力を引き上げる装束が構築され、若葉ら勇者たちは戦闘訓練を積んでいた。そのおかげで度重なるバーテックスの襲来も、四国の勇者たちは大きな被害を出すことなく食い止めていた。
しかし、何度目かの襲来時、それまでで最大数のバーテックスが攻め入り、毎度の様に敵を引き付けるべく単独先行した若葉が敵に囲まれてしまう。残りの4人も神樹に向かったバーテックスを食い止めなければならず、若葉は完全に孤立してしまう。奮戦するもやられそうになったところで、全身に傷を負いながら敵の包囲網を無理やり突破してきた友奈に救われ、最終的には神樹を守り抜き、5人の勇者も全員死ぬことなく戦いを終えるが、友奈は意識を失い病院に搬送されてしまう。千景に自身の単独先行が原因で友奈が負傷する羽目になったのだと責められ気を落とす若葉だったが、ひなたや杏の協力により、バーテックスに殺された人々の復讐のためではなく、今生きている人々を守るために戦うことを決意する。精神的に成長した若葉は勇者たちとの関係を改善。そのため、陣形を使ったより統率の取れた戦い方ができるようになった勇者たちは、後に「丸亀城の戦い」と呼ばれるバーテックスの大規模侵攻に対しても、誰一人欠けることなくすべての敵を殲滅した。

### 第11話から第19話
「丸亀城の戦い」の後、神託によってバーテックス侵攻がしばらくないことを知った大社は、壁の外の調査を若葉たちに命令する。連絡係として巫女であるひなたを加えた6人は、目立った危機もなく意気揚々と壁の外を旅行気分で探索していく。しかし、大阪に辿り着いた時、その地下で発見した死体の山と1人の死者の日記から、この地下に避難した人々が人間同士で争い、最後にはそれが原因となって全滅したことを知る。その後、壊滅した諏訪地域で白鳥歌野が残した鍬と手紙を発見し、名古屋で生存者を捜索している際に、四国が侵攻を受けるという神託を受け、6人は急遽四国へと帰還する。帰還後の初戦で、従来の進化体バーテックスを凌駕する完成体とも言うべきバーテックスの出現により、球子と杏が戦死する。完成体に対しては精霊の力を宿した攻撃ですら歯が立たなかったが、大社により使用を禁じられているほど強力な精霊「酒呑童子」を宿した友奈の力で辛くも勝利する。戦いの後、友奈は入院を余儀なくされ、樹海の侵食で発生した自然災害等により一般人にも死者が出てしまう。
壁の外に超巨大バーテックスが形成されつつあることを知った大社の指示により、若葉、千景、友奈の3人は討伐に向かう。しかし、完成体同様に通常の精霊の力を宿した攻撃では歯が立たず、友奈は再び「酒呑童子」を宿すが、前回の傷が癒えきっておらず吐血し倒れてしまう。戦いの後、自然災害等の被害がバーテックスの樹海侵食によるものであること、球子や杏が戦死した情報がどこからか流出し、勇者を非難する人々が増大。その様子を目にした千景は、面会謝絶により心の支えであった友奈に会うことができないこともあり、その精神を病んでいく。その後、新たに侵食能力を得た進化体バーテックスの度重なる侵攻により、若葉と千景の2人は精霊の力に頼らざるを得なくなる。この熾烈な状況下で、杏の遺したノートと「酒呑童子」を宿した友奈の状態から、精霊を宿す代償が「使用者の精神に負の感情が発生しやすくなること」であることが判明する。
この事が勇者たちに知らされるのと時を同じくして、千景は精神の不安定さから香川市内で両親と共に住むように命じられる。実家のある村で勇者に対する罵詈雑言を見聞きした千景は、怒りのままに勇者の力を解放。かつて自分をいじめていた少女たちを偶然見つけ、襲いかかる。千景の身を案じた若葉が間一髪で止めに入り、人を殺しはしなかったものの、千景は勇者システムを剥奪され謹慎を命じられてしまう。その後、急遽謹慎を解除された千景と共に若葉はバーテックスとの戦いに望むが、「自分だけが人々から愛されないのは、若葉がいるからだ」と考えた千景に襲われてしまう。しかし、千景は突如勇者の力を失い、あわやバーテックスに殺されそうになる。その危機を救い、自分を殺そうとした千景を守りながら戦う若葉を見た千景は、自分の弱さに気がつき、同時に若葉のようになりたいと願った。直後に起こった若葉の危機を救うべく千景は身を呈するが、生身で受けたこの攻撃により戦死する。
2人だけになってしまった若葉は「大天狗」を、友奈は「酒呑童子」を宿し、完成体6体の侵攻から香川を守り抜く。しかし、この戦いで瀕死の重症を負った友奈は神樹に吸収された。最後に残された若葉とひなたは、大社の命令で壁の外の様子を見に行くが、そこで2人は、巨大な光の柱によって海をかき混ぜられ、小さな太陽のような火球によって今までの世界が崩壊し、火の海となっていく様を目にする。その後、勇者二人の活躍によって一時的にバーテックスが全滅したことを好機と捉えた大社は、神話の国譲りにのっとり、巫女6人を生贄とした儀式「奉火祭」を通して「天の神」に赦しを乞い、「四国の結界から出ないこと」、「勇者の力を手放すこと」という条件を受け入れた。ひなたは神樹の根によって堅く守られ、結界が破られることがなくなった世界を「根之堅州国」と称した。「大社」は名前を「大赦」に改め、表面上の恭順を示したため、その後バーテックスの侵攻は起こらなくなった。しかし神樹の寿命も永遠ではなく、いつかはその力が失われてしまう。そこで若葉たちは、勇者システムの研究を秘密裏に続け、力を蓄えることを決める。決して国を譲ったわけではないと、どれほどの年月を掛けようと、人々の日常を取り戻すことを誓ったのである。

## 登場人物
担当声優はテレビアニメ『結城友奈は勇者である -大満開の章-』、ドラマCD版およびゲーム『結城友奈は勇者である 花結いのきらめき』で共通。
年齢及び学年は特筆がない限り第1話（西暦2018年7月30日）時点のもの。

### 四国

#### 勇者
乃木 若葉（のぎ わかば）
声 - 大橋彩香
年齢（学年）：14歳（中学2年生） / 誕生日：西暦2004年6月20日 / 身長：163cm / 血液型：A型 / 出身地：香川県丸亀市 / 趣味：鍛錬（居合が得意） / 好きな食べ物：うどん、骨付鳥 / 大切なもの：誇り
四国の勇者たちのリーダー。良家「乃木家」の出身で居合道を修めている。「恩義や情けには報いを。攻撃されたら報復を」を旨とし、大勢の罪なき人々を殺したバーテックスに必ずや報いを受けさせんという強い意志を持っている。
真面目だが良くも悪くも頑固な部分があり、それが原因でチームの不和を招いてしまい、自分にリーダーの資質があるのか思い悩むこともある。普段は厳格な立ち振る舞いをしているが、ひなたの前では甘えん坊になることもしばしばで、友奈の件を経て勇者たちと打ち解けた後は、ひなた以外の前でも少しずつではあるがその片鱗を覗かせる。凛々しい外見でファンも多いが、単純な嘘に引っかかるなど天然な一面も持つ。
西暦2015年7月30日、修学旅行でひなたと共に島根県を訪れていた時、地震によって避難していた神社でバーテックスの襲撃を受ける。社殿の奥へと吹き飛ばされた時に、偶然そこで「生大刀」を手にしたことで勇者の力に目覚めた。
勇者衣装のモチーフは桔梗。地の神の王に縁のある神器「生大刀」の霊力を宿した日本刀を専用武器とする。その実力は勇者たちの中でも群を抜いており、初陣においては敵の3分の2を一人で殲滅してしまったほどである。
初代勇者唯一の生き残りであり、ひなたと共に人類の再興を誓い、勇者システムを強化し未来の勇者達へと託すこと決意した。なお、『鷲尾須美は勇者である』や『結城友奈は勇者である』に登場する乃木園子は若葉の子孫にあたる。
源義経
若葉の1体目の精霊（第9話 - ）。対象者は様々な剣技と身軽な動きが可能となる。なお精霊に義経を選んだ理由は園子の精霊が烏天狗であったからとのこと。これは義経が鞍馬山の天狗に剣術を習ったらとする伝説から来るものだと思われる。
大天狗
若葉の2体目の精霊（第18話 - ）。巨大な翼を有し、一面を破壊する。伝承ではかつて天上界を一夜にして灰塵に帰したとのこと。
高嶋 友奈（たかしま ゆうな）
声 - 照井春佳
年齢（学年）：13歳（中学2年生） / 誕生日：西暦2005年1月11日 / 身長：154cm / 血液型：A型 / 出身地：奈良県 / 趣味：不明 / 好きな食べ物：うどん / 大切なもの：家族、友達
勇者たちのムードメーカー。明るく元気な性格で、周囲の雰囲気が悪くなるとどうにかして盛り上げる。誰とでも仲良くなることができ、当初ほかの勇者たちと距離を取っていた千景ですら友奈とはよく話していた。
勇者衣装のモチーフは桜。戦闘では地の神の王の御子が天を呪った時に打った柏手に因む「天ノ逆手（あまのさかて）」が宿る手甲での打撃で戦う。5人の中で最初に精霊を宿す勇者の切り札を使用し、進化体のバーテックスを撃破した。
初めての完成体バーテックスとの戦闘の際、球子と杏を殺された怒りから、より強力な精霊を宿し切り札を発動、完成体を倒した。若葉と共に望んだ最終決戦にて、「酒呑童子」を宿しつつ神樹に向かう3体の完成体を相手取る。辛くも倒すことに成功するが、瀕死の重症を負い神樹の根元に倒れ、神樹の中に吸収されていった。しかしこれによって、神樹の結界強化が果たされることになる。
バーテックスとの戦いが終結した後、彼女の功績をたたえて「出産時に逆手を打った子には『友奈』と名付ける」という慣行ができ、後にその理由は薄れ風習となった。これが『結城友奈は勇者である』の主人公・結城友奈の名前の由来となっている。 その結城友奈とは容姿や声・性格などが類似しているが、関係性などは不明。
一目連
友奈の1体目の精霊（第3話 - ）。対象者の速度を大幅に上げる力を持つ。伊勢の多度大社に伝わる一つ目の神。
酒呑童子
友奈の2体目の精霊（第14話 - ）。凄まじいまでの攻撃力をその身に宿す。京を荒らし回った大鬼。
郡 千景（こおり ちかげ）
声 - 鈴木愛奈
年齢（学年）：14歳（中学3年生） / 誕生日：西暦2004年2月3日 / 身長：159cm / 血液型：A型 / 出身地：高知県 / 趣味：ゲーム / 好きな食べ物：うどん / 大切なもの：勇者の力
寡黙で内向的な少女。父親の性格に問題があり家庭環境が芳しくない。母親の不倫が親達を通して子供たちに広まり、階段から突き落とされる等といった壮絶ないじめを受けていた。両親が離婚しない理由は、どちらも自分を引き取ることを拒んだからであることを知っており、そのため自分はだれからも必要とされていないと感じていた。しかし、父親に呼ばれ帰省した際に、当時自分を蔑んだ大人たちや、自分をいじめていたクラスメイトたちが、今は自分のことを歓迎し、勇者としての自分なら必要とされることを知り、それ以降は勇者として戦うことに積極的になっていく。
勇者衣装のモチーフは彼岸花。戦闘時は「大葉刈」の霊力が宿る大鎌を用いる。
しかし、完成体の出現で勇者たちが劣勢になったことにより、勇者に対して手のひらを返したような態度を取る人々を目にし、次第に精神を病んでいく。その際もう一人の自分が囁きかけるなどの幻覚や幻聴が現れたり、若葉が自分を貶めようと企んでいるといった被害妄想をしたりなど統合失調症のような状態に陥る。そんな彼女の状態に危機感を抱いた大社のはたらきかけで丸亀市内で両親と共に暮らすことになる。両親を迎えに故郷の村に戻った際、勇者に対する人々の不信感を目の当たりにし、更には球子と杏の死を侮辱するかのような罵詈雑言が書かれているのを目にして我を忘れて一般人に危害を加えてしまう。若葉によって一線を越えることはなかったものの、勇者システムの没収と謹慎を言い渡される。更に勇者として戦うことに疑問を感じ、自分は人々から忌み嫌われているのに対し、若葉は依然として人々から敬われていることに不満を募らせ、反省したふりを装って勇者システムを取り戻し、再び若葉とバーテックスに対峙し、残りわずかというところで若葉に襲いかかる。しかし、途中で強制的に変身を解除されてしまう。勇者の力を失い殺されかけた自分を守って命がけで戦う若葉の姿を目にし、自分が人々から愛されないのは自分の弱さに原因があったということ、そして自分には無い強さを持っている若葉に憧れていたことを自覚した。最期には若葉をかばい瀕死の重症を負い、友奈への礼と若葉への憧れを伝え息絶えた。
本人は最期まで「郡千景という名の勇者」の存在を覚えていてほしいと願っていたが、前述の一般人を襲った事、若葉とのトラブルなどが原因で大社から勇者としての除名処分を受け、そのことに若葉や友奈たちが異を唱えたために一度保留になったものの、大赦でのひなたの地位を盤石なものとするため存在が抹消された。『勇者御記』における彼女の記述した文章など、彼女の存在について触れた部分は全て検閲で抹消されてしまっている。『結城友奈は勇者である 勇者の章』に登場する西暦勇者の絵にも1人だけ描かれていない。ただし『楠芽吹は勇者である』では、ゴールドタワーが大赦内で「千景殿（せんけいでん）」と呼ばれており、上里家の助力によって今後正式名化される予定であることが語られている。
七人御先
千景の精霊（第4話）。対象者が7人に分身し、その全てを同時に倒さない限り死ぬことはない。四国に伝わる妖怪の一種。
土居 球子（どい たまこ）
声 - 本渡楓
年齢（学年）：14歳（中学2年生） / 誕生日：西暦2004年9月2日 / 身長：147cm / 血液型：B型 / 出身地：愛媛県 / 趣味：アウトドア / 好きな食べ物：うどん / 大切なもの：杏
わんぱくで目立ちたがりな少女。黒とオレンジの鮮やかなパーカーに、野性味あふれる瞳が特徴。自分の名前を気に入っており一人称は「タマ」、「タマに任せタマえ！」が口癖。杏には「タマっち先輩」と呼ばれている。アウトドアが趣味で、杏によると自室にはロードバイクやキャンプ用品があるという。
3年前のバーテックス襲来の際は、巫女としての能力に目覚めた安芸真鈴の受けた神託に従い杏の下に駆け付け、無事救出する。その際、「杏のような少女を女の子らしいと言うのだろう」ということに気づくが、同時に自分にはなれない存在だと思い、代替行為に過ぎないことを自覚しながらも杏を守っていくことを決意する。
勇者衣装のモチーフは姫百合。地の神の王の六柱の配偶神の一柱である「神屋楯比売（かむやたてひめ）」の霊力を宿した旋刃盤を武器とする。
完成体との戦闘の際に、攻撃を受け意識を失った杏をかばい連続攻撃を受け、遂には旋刃盤ごと杏と共に貫かれ、杏と手を繋いだまま絶命する。
輪入道
球子の精霊（第9話）。巨大な輪を攻撃の他、移動にも使える。
伊予島 杏（いよじま あんず）
声 - 近藤玲奈
年齢（学年）：14歳（中学1年生） / 誕生日：西暦2004年9月16日 / 身長：156cm / 血液型：A型 / 出身地：愛媛県 / 趣味：読書 / 好きな食べ物：うどん / 大切なもの：球子
大人しいが思いやりのある優しい少女。若葉が友奈の件で落ち込んでいる際にも若葉を思いやり、問題点に気がつけるように手助けをした。初陣の際はすぐに変身できなかったほど怯えていたが、趣味の読書で蓄えた豊富な知識を生かし、「丸亀城の戦い」の際には作戦の立案と指揮を行い、勝利に大きく貢献するまでになった。
幼少期は身体が弱く、特に小学3年生の時は入院生活が長かったため、同じ学年を1年やり直した。そのため、若葉・ひなた・友奈・球子とは年齢が同じだが、学年では1年後輩に当たる。
戦闘の際は女神が岩屋を撃ち抜いた弓矢に因む「金弓箭（きんきゅうせん）」を宿すクロスボウを用いて遠距離からの援護を行う。
完成体との戦闘の際、攻撃を受けて意識を失ったところを球子に守られ、再び意識を取り戻したのちに応戦するも全く歯が立たず、球子と共に毒針に貫かれ絶命する。
生前、精霊についての研究を行っており、神世紀の時代では彼女が遺した資料を基に勇者システムアップデートが行われることとなる。
雪女郎（ゆきじょろう）
杏の精霊。対象者に氷雪系の攻撃を可能とさせる。

#### 巫女
上里 ひなた（うえさと ひなた）
声 - 高野麻里佳
年齢（学年）：14歳（中学2年生） / 誕生日：西暦2004年10月4日 / 身長：150cm / 血液型：AB型 / 出身地：香川県丸亀市 / 趣味：家事 / 好きな食べ物：うどん、骨付鳥 / 大切なもの：皆の笑顔
勇者付き添いの巫女。若葉の幼馴染で、よく若葉の身の回りの世話をしている母のような存在。本人曰く「しっかりしているような若葉も少々抜けているところがある」らしく、陰ながらサポートする。また大社内でも巫女の諍いを治めるなどの一方で「若葉ちゃんの秘蔵コレクション」なる写真集を所持し、新たな秘蔵写真を撮っては若葉に怒られているという側面もある。巫女の中でも最も適性が高く、重要な神託がある際には神樹の下に呼び出される。次々と死んでいく勇者の仲間たちに心を痛める若葉にとっての精神的な支えとなっている。最終決戦後、神へ言葉を届けるための生贄となるはずだったが、うまく立ち回り生き残る。
勇者・乃木若葉を導いた功績から巫女の最高権威として君臨し、彼女と共に人類の再興を誓うことになる。大赦内での立ち回りに支障が出るため千景が勇者であった記録を抹消する方針を決める等、冷徹な一面も持っているが、根は優しい少女であるため、そのたびに心を痛めている。
安芸 真鈴（あき ますず）
声 - 田澤茉純
年齢（学年）：15歳（中学3年生） / 誕生日：2003年9月24日 / 身長：158cm / 血液型：O型 / 出身地：愛媛県 / 趣味：麻雀 / 好きな食べ物：キウイフルーツ、みかん / 大切なもの：不明
ひなたの1つ上で中学3年生の少女。髪型は三つ編みで、顔のそばかすが特徴。大社所属の巫女であるため、基本的には大社にいる。学年は違うが、ひなたとは気が合うようでよく2人で話している。
天空恐怖症を発症した弟がおり、本人は生意気だがかわいい弟だと涙を流していた。また実家は雀荘で、時々ひなたや美佳をはじめとした巫女たちに麻雀を布教しようとする。
もともとは球子と杏の実家の近くに住んでおり、西暦2015年7月30日のバーテックス襲来の際に巫女としての能力に目覚め、神託により球子に杏の居場所を伝え助けるように指示した。それ以降二人に会う機会は年に1回程度だったが、実の姉のように二人のことを気にかけていた。球子と杏の葬儀の際には涙を流しながら2人の死を悲しんだ。また球子と杏の遺品を整理する中で杏の精霊の研究資料を発見した。
奉火祭後はひなたら巫女と共に、大赦内で一大勢力を築いていった。
花本 美佳（はなもと よしか）
声 - 宮原颯希
年齢（学年）：14歳（中学2年生） / 誕生日：2004年11月22日 / 身長：153cm / 血液型：A型 / 出身地：高知県 / 趣味：不明 / 好きな食べ物：カツオ / 大切なもの：郡千景
『上里ひなたは巫女である』に登場する。
ひなたと同学年の少女。髪型は三つ編みで、眼鏡をかけている。真鈴とはルームメイト。水恐怖症のため、特別に滝垢離を免除され、代わりに沐浴で身を清めている。
神社の家の生まれで、父は現在は大社で神官をしている。大社の宗教体系を「神樹教」と呼び、大社を歪な組織と見做している。
千景を勇者として見出した。よく「みか」と読み間違えられ、幼少期はそれで定着していたが、千景は初対面で「よしか」と読むことができたこともあって、千景を敬愛している。ただし、千景とは初対面のとき以外に会ったことはなかった。
千景の死後、大社から脱退し千景の遺体を回収し、埋葬した。しばらく大赦から身を隠していたが、奉火祭後にひなたの説得により大赦に復帰し、ひなたら巫女と共に、大赦内で一大勢力を築いていった。
横手 茉莉（よこて まつり）
年齢（学年）：14歳（中学2年生、2015年時点） / 誕生年：西暦2001年 / 身長：不明 / 血液型：O型 / 出身地：奈良県 / 趣味：絵を描くこと / 好きな食べ物：そうめん / 大切なもの：不明
『烏丸久美子は巫女でない』に登場する。
人見知りする内気な性格で、束ねた長髪が特徴の少女。一人称はボク。
趣味は絵を描くことで、将来の夢は絵本作家。
両親がバーテックスに殺害されたため血を見るのが苦手。高嶋友奈、烏丸久美子らと共に四国へ向かった。
実は高嶋友奈を見出した真の巫女。しかし烏丸久美子、上里ひなた、高嶋友奈との4人での協議の結果、大社には巫女であることは秘密とされ、四国では一般人として暮らすことになった。
その後神世紀29年時点で娘のすずが誕生している。

#### 神官
烏丸 久美子（からすま くみこ）
学年：博士課程前期2年（2015年時点） / 誕生日：不明 / 身長：不明 / 血液型：B型 / 出身地：香川県 / 趣味：研究 / 好きな食べ物：お好み焼き / 大切なもの：不明
『上里ひなたは巫女である』と『烏丸久美子は巫女でない』に登場する。
高嶋友奈を勇者として見出したが、現在では巫女の力を失ったとされている。神官として巫女の教師を務めている。巫女からは「烏丸先生」と呼ばれる。
3年前のバーテックス襲来の頃は大阪府在住の文化人類学専攻の大学院生で、将来有望な研究者として注目されていた。護身術とバイクから大型車までの運転を得意とする。
平凡なことに退屈し、変わったことをたくさんしてきたが、変わったことをやることがルーティーン化してしまっている。また快楽主義者で、バーテックスが現れたときもその非日常感をむしろ楽しんでいた。高嶋友奈、茉莉らと共にバスで四国まで避難することになったが、非日常感を楽しむため、四国に上陸しないように図ろうとした。しかし茉莉の反撃をくらい結局四国に上陸した。四国上陸後、茉莉に代わって高嶋友奈を見出した巫女として大社に加入した。

### 諏訪
白鳥 歌野（しらとり うたの）
声 - 諏訪彩花
年齢（学年）：13歳（中学2年生） / 誕生日：西暦2004年12月31日 / 身長：158cm / 血液型：O型 / 出身地：長野県 / 趣味：農業 / 好きな食べ物：そば / 大切なもの：農作物
長野県諏訪地域を1人で守る勇者。作中では若葉との「勇者通信」で声のみ登場。上巻収録の外伝『白鳥歌野は勇者である』では主人公を務める。
英語を交えた独特の口調で話す陽気な自信家で、自己アピールをする言動が目立つが、若葉との「勇者通信」では「勇者の公式な仕事だから」「電話とか手紙だと何となくそうなる」という理由で敬語を用い、礼儀正しい振る舞いをしている（この点は水都から「似合わない」と突っ込まれている）。若葉とは「そばとうどんのどちらが優れているか」の論争をする仲である。趣味は農業で、将来の夢は農業王になること。
勇者装束のモチーフは金糸梅。戦闘時の武器は、諏訪大社の祭神である建御名方神の持つ「藤蔓」の霊力を宿す鞭。若葉たちとは異なり勇者アプリの端末は存在せず、諏訪大社に祀られている勇者装束を手動で直接着替えて変身する。その勇者装束も土地神の加護があるとはいえ攻撃・防御の両面において脆弱で、精霊のサポートも一切ない。
2018年9月のバーテックスによる諏訪地域総攻撃の際、バーテックスの大群に単身立ち向かって行ったまま消息不明となる。後に若葉達6人が「調査遠征」のため諏訪を訪れてみると、すでに壊滅した後であり、歌野が遺した鍬と手紙が発見された。その後、若葉の意思により、歌野への感謝の意味を込めて瀬戸大橋の石塔に「白鳥家」が名誉家名として刻まれることとなる。
藤森 水都（ふじもり みと）
声 - 長縄まりあ
年齢（学年）：14歳（中学2年生） / 誕生日：西暦2004年7月7日 / 身長：152cm / 血液型：A型 / 出身地：長野県 / 趣味：特になし / 好きな食べ物：そば / 大切なもの：歌野
長野県諏訪地方の巫女。歌野の親友で、互いに「うたのん（歌野）」、「みーちゃん（水都）」と呼び合っている。明るい歌野とは正反対にややネガティブで、自分に自信が持てない引っ込み思案な性格。感受性が非常に高いという特性を持っていながらそれを自覚しておらず、「自分はたまたま巫女に選ばれただけ」だと思っている。

### 神世紀29年の四国
芙蓉・リリエンソール・友奈（ふよう・りりえんそーる・ゆうな）
声 - 照井春佳
年齢（学年）：14歳（中学2年生） / 誕生日：神世紀15年5月5日 / 身長：149cm / 血液型：AB型 / 出身地：不明 / 趣味・特技：演技、情報収集 / 好きな食べ物：うどん、ハンバーガー / 大切なもの：不明
アメリカ人の母を持つハーフの少女。幼少期は子役として活躍していた。
中学1年時は不登校気味だったが、2年生になってからは大赦や神樹、壁に関する陰謀論に傾倒し、非公認の部活「勇者部」を立ち上げて、その真実を解明しようとしている。模試で県内2位になるほど頭はいいが、運動はほとんどできない。
柚木 友奈（ゆずき ゆうな）
声 - 杉山里穂
年齢（学年）：14歳（中学2年生） / 誕生日：神世紀15年6月30日 / 身長：171cm / 血液型：B型 / 出身地：不明 / 趣味・特技：運動、スポーツ全般 / 好きな食べ物：うどん / 大切なもの：不明
高身長で運動神経抜群の少女。翻訳家の母亜紗（声 - 平田真菜）と暮らしている。自分には何もないと感じていて、「友奈」という名前を嫌っている。体格と運動神経を買われ、複数の運動部で助っ人として試合に出場している。
横手 すず（よこて すず）
声 - 安済知佳
年齢（学年）：13歳（中学2年生） / 誕生日：神世紀16年3月9日 / 身長：157cm / 血液型：O型 / 出身地：不明 / 趣味・特技：高嶋友奈の威光を世に知らしめること / 好きな食べ物：うどん、みかん / 大切なもの：不明
書きおろし番外編『すべて世は事も無く』と『芙蓉友奈は語部となる』に登場する。
横手茉莉の娘。
明るくさっぱりした性格。一つのことに集中するタイプで凄まじい熱量と行動力を発揮する。
高嶋友奈を尊敬しており、インターネット上で高嶋友奈の足跡をたどり、素晴らしさを広めるべく活動している。
藤井 瑠璃（ふじい るり）
声 - 野川さくら (『芙蓉友奈は語部となる』)
『烏丸久美子は巫女でない』と『芙蓉友奈は語部となる』に登場する。

### その他
以下の2名は作中には直接登場せず、「北方の大地と南西の諸島にほんの僅かに生存者の反応があったらしい」ことが上巻で語られるのみである。その後、『結城友奈は勇者である 花結いのきらめき』で初めて容姿や名前・声などの詳細な設定が明かされた。
秋原 雪花（あきはら せっか）
声 - 千本木彩花
北海道旭川市カムイコタン周辺で戦っていた勇者。
古波蔵 棗（こはぐら なつめ）
声 - 山本希望
沖縄県南城市の海で戦っていた勇者。

## 用語
神樹（しんじゅ）
天の神々に反抗した土着の神々の集合体で成る大樹で、中には天から追放された神も含まれる。7月30日のバーテックス侵攻以降、四国を結界となる植物の壁で覆い、バーテックスの侵入を防いでいる。バーテックスが侵攻した際は、樹海化を行って丸亀城など一部を除いて四国全体を根で覆い、バーテックスとの戦闘から保護している。また外界と絶たれた四国の全資源を供給する源でもある。しかしその寿命も永遠ではなく、力が尽きれば人類は滅んでしまう。
大社（たいしゃ）
神樹を奉祭する機関で、バーテックス侵攻以降に表舞台へ出てきた。政府から対バーテックス戦の全権限を委任されており、勇者システムの開発、勇者たちへの教育・戦闘訓練・健康管理を行っている。また勇者の宣伝公報などをマスメディアを通して行うが、諏訪の陥落、敗戦・勇者の戦死など不都合な情報は隠蔽・または歪曲して報道させている。職員は四国中の神社の宮司など、神職の人間で構成されている。奏上する祝詞は出雲大社教のものを中心に使い、一部の祝詞は使用を堅く禁じられている。
バーテックス
7月30日に突如空から降ってきた異形たちの総称。天の神が驕った人類を粛清するために遣わした存在で、短時間にして全世界を蹂躙し、一部地域を除いて全人類を捕食・虐殺した。通常兵器は通用せず、迎撃に出た陸上自衛隊の歩兵・戦車部隊を粉砕しており、神の力を得た勇者のみ対抗が可能である。主に星屑と呼ばれる小個体が侵攻して来るが、途中で融合・進化し、進化体と呼ばれる個体になる。最後には黄道十二星座の名を冠するものも現れた。またその数に際限は無く、一度全滅しても無限に増殖し続ける。
勇者システム
神樹の力を科学的、呪術的に研究した結果生み出された変身機構。スマートフォンの専用アプリを起動することで、戦闘装束に変身し、その力は通常の人間の何倍にも増強される。もともと変身の解除は神樹の任意で行えたが、千景戦死の一件で改善された。天の神との和睦後も秘密裏に研究を続けている。
精霊（せいれい）
西暦の勇者たちの切り札。勇者本人が意識を集中させることで、神樹内にある概念データに接続して戦況に合わせ自ら選び出して具現化する。精霊は人間の魂や妖怪などで、その特徴を必殺技のように使える。身体的に過重な負荷をかけるため、大社から使用を極力控えるよう命じられている。杏が遺したノートによって、使用者に不信感や他者への憎悪など、精神的な悪影響を及ぼすことが判明し、それが後に悲劇へと繋がる。一方で友奈は、自らの精神力の強さでそれらをはね除けた。
専用武器
神社への奉納品やそれを加工したものに出雲神話に所縁のある国津神たちの武器、あるいは国津神自身の力を宿したもの。若葉の用いたものは、平安期のごくありふれた日本刀に霊力が宿ったものである。生大刀や金弓箭など神話上での形状をある程度引き継ぐものもあれば、天ノ逆手のように動作を具現化した武器、大葉刈のように十束剣から大鎌に宿った例もある。例外として、歌野の藤蔓のような諏訪固有の民間伝承に由来する武器もある。
天空恐怖症（てんくうきょうふしょう）
空から降ってきたバーテックスへの精神的なショックから起きた精神病の一種。症状として空を見ることができないため、大半の人間が建物の中に籠りっきりになっている。症状は四段階に分かれており、ステージ4になると、発狂・自我崩壊に至る。千景の母親はステージ3。症状が軽ければ治療も可能である。

## 既刊一覧

### 単行本
1. 『乃木若葉は勇者である』上巻：2016年6月30日発売[11]、ISBN 978-4-04-865937-6
2. 『乃木若葉は勇者である』下巻：2017年3月30日発売[12]、ISBN 978-4-04-892857-1

上巻には第1話から第10話および特別書きおろし番外編『白鳥歌野は勇者である』、下巻には第11話から第19話および書きおろしの『託されたバトン』を収録。
1. 『結城友奈は勇者である 勇者史外典』上巻：2021年10月30日発売、ISBN 978-4-04-914084-2
2. 『結城友奈は勇者である 勇者史外典』下巻：2021年10月30日発売、ISBN 978-4-04-914085-9

下巻には書きおろしの番外編『猫の首に鈴』を収録。
1. 『結城友奈は勇者である 勇者史異聞 芙蓉友奈は語部となる』：2023年9月4日発売、ISBN 978-4-04-915293-7

書きおろしの第7話『すべて世は事も無く』を収録。

### 漫画

#### 乃木若葉は勇者である
『電撃G'sコミック』2016年7月号に予告編が掲載され、同年8月号より開始となり、2018年3月号まで連載された。ComicWalkerでも連載。作画は滝乃大祐。
- タカヒロ（みなとそふと）（企画原案・シリーズ構成）・滝乃大祐（作画）・BUNBUN（キャラクターデザイン）・D.K&JWWORKS（バーテックスデザイン）『乃木若葉は勇者である』KADOKAWA〈電撃コミックスNEXT〉、全4巻
  1. 2016年11月26日発売[14]、ISBN 978-4-04-892559-4
  2. 2017年5月26日発売[15]、ISBN 978-4-04-892985-1
  3. 2017年11月25日発売[16]、ISBN 978-4-04-893485-5
  4. 2018年2月24日発売[17]、ISBN 978-4-04-893651-4

#### 新米勇者のおしながき〜乃木若葉は勇者である すぴんあうと4コマ〜
本作のスピンオフ4コマ漫画『新米勇者のおしながき〜乃木若葉は勇者である すぴんあうと4コマ〜』が『ComicWalker』（KADOKAWA）と『ニコニコ静画』にて2021年7月30日から開始され、2023年6月15日まで連載された。作画は娘太丸が担当。
- タカヒロ（みなとそふと）（企画原案・シリーズ構成）・娘太丸（作画）・BUNBUN（キャラクターデザイン）『新米勇者のおしながき〜乃木若葉は勇者である すぴんあうと4コマ〜』KADOKAWA〈電撃コミックスEX〉、全2巻
  1. 2021年12月25日発売[18]、ISBN 978-4-04-914110-8
  2. 2023年6月27日発売[19]、ISBN 978-4-04-915045-2

### ドラマCD
1. 2016年8月14日発売、BRCG-90006[20]
2. 2016年12月29日発売、BRCG-90007[21]

## テレビアニメ
2021年10月から12月まで放送された『結城友奈は勇者である -大満開の章-』の第5話から第8話にて、下巻の物語を中心にアニメ化された。

## イベント
- READPIA朗読劇『芙蓉友奈は語部となる』[23]
  - 2023年10月8日にところざわサクラタウンジャパンパビリオンホールAで2公演開催された。
  - 出演は照井春佳（芙蓉・リリエンソール・友奈役）、杉山里穂（柚木友奈役）、安済知佳（横手すず役）
  - 脚本：朱白あおい、演出：田邊俊喜、主催：株式会社KADOKAWA